# Villa Borghese e Villa Pamphili
Villa Borghese e Villa Pamphili este o arie protejată (arie specială de conservare — SAC, sit de importanță comunitară — SCI) din Italia întinsă pe o suprafață de 342 ha, integral pe uscat.

## Localizare
Centrul sitului Villa Borghese e Villa Pamphili este situat la coordonatele 41°53′06″N 12°26′38″E / 41.885°N 12.443889°E.

## Înființare
Situl Villa Borghese e Villa Pamphili a fost declarat sit de importanță comunitară în decembrie 1995 pentru a proteja 4 specii de animale. Situl a fost protejat și ca arie specială de conservare în decembrie 2016.

## Biodiversitate
Situată în ecoregiunea mediteraneană, aria protejată nu include niciun habitat protejat.
La baza desemnării sitului se află mai multe specii protejate:
- păsări (1): pescăruș albastru (Alcedo atthis)
- nevertebrate (2): croitorul mare al stejarului (Cerambyx cerdo), Osmoderma eremita
- reptile (1): țestoasa de baltă (Emys orbicularis)

Pe lângă speciile protejate, pe teritoriul sitului au mai fost identificate 2 specii de mamifere.